# Bristol (Virginia)
Bristol ist eine Stadt in Virginia, Vereinigte Staaten. Das U.S. Census Bureau hat bei der Volkszählung 2020 eine Einwohnerzahl von 17.219 ermittelt.

## Geographie

### Fläche
Die Stadt hat eine Fläche von 34,1 km², davon sind 33,4 km² Land und 0,7 km² (2,05 %) sind Wasser.

### Lage
Bristol liegt in Virginia direkt an der Grenze zu Tennessee und ist eine unabhängige Stadt. In Tennessee gibt es auch eine Stadt, die Bristol heißt, sie liegt direkt gegenüber auf der anderen Seite der Staatsgrenze, sie liegt in Sullivan County. Insgesamt grenzt Bristol (Virginia) an folgende Countys:
- Washington County (Virginia)
- Sullivan County (Tennessee)

## Söhne und Töchter der Stadt
- Beattie Feathers (1908–1979), American-Football-Spieler und -Trainer